# Museu da Tecnologia da ULBRA
O Museu da Tecnologia da ULBRA foi um museu brasileiro, localizado em Canoas, no Rio Grande do Sul.
Construído nas instalações da Ulbra, numa área de 9.346 m², o Museu da Tecnologia foi preparado para ser o maior do gênero na América Latina e um dos maiores do mundo em quantidade e diversidade de acervo. Devido a dívidas da universidade com o governo, no entanto, foi forçado a fechar as portas em 2009, tendo seu acervo leiloado por decisão da justiça. Hoje, o prédio abriga os estúdios da Ulbra TV (Canal 48 UHF) e da Rádio Mix FM de Porto Alegre (107.1 MHz).

## Acervo de automóveis
O Museu do Automóvel, como era conhecido, era a alma do Museu da Tecnologia. Era o maior do Brasil e um dos maiores do mundo, contando com um acervo de mais de 270 veículos (carros, utilitários e motos) que iam desde os mais antigos automóveis (Oldsmobile 1904) até modelos mais recentes (como um protótipo do Chevrolet Astra 1999).
Em exposição estavam raridades como Rolls-Royce, Mercedes-Benz, BMW, Cadillac, Jaguar e Maserati, juntamente com veículos que foram verdadeiros marcos da história da indústria automobilística mundial e nacional, como Chevrolet, Ford, Volkswagen, Fiat, Renault, entre outras igualmente importantes. Entre estes o conhecido Corvette Sting Ray Split Window, de 1963, produzido para comemorar os 10 anos de fabricação dos esportivos da General Motors.
O museu contava ainda com uma área de seis mil metros quadrados para a reserva técnica de veículos e oficinas de restauro. O acervo de veículos a recuperar era de cerca de 350 unidades, das mais variadas marcas e modelos. A intenção do museu era estar intimamente ligada aos cursos da universidade, pretendendo formar profissionais das áreas voltadas a museologia.

## Outros acervos
No quarto andar do museu também estavam expostos outros três acervos: o acervo dos Correios, o acervo de aparelhos de rádio e o acervo de relógios. Neste andar também se encontravam uma biblioteca e um auditório com 70 lugares.
No museu também estavam expostos Uma réplica de estação de trem bem como duas locomotivas.

### Acervo dos Correios
Nesse espaço existia uma réplica de uma agência dos Correios do início do século XX, além de veículos que a instituição utilizava na época.

### Acervo de rádios
Abrigava diversos exemplares de rádios, vitrolas, máquinas de escrever e máquinas fotográfica, mostrando a importância deles para a comunicação no Brasil.

### Acervo de relógios
Estavam expostos nesse espaço relógios de diversos tipos e de várias épocas: modelos de pulso, de bolso e de parede fazem parte do acervo.

## Galeria de fotos

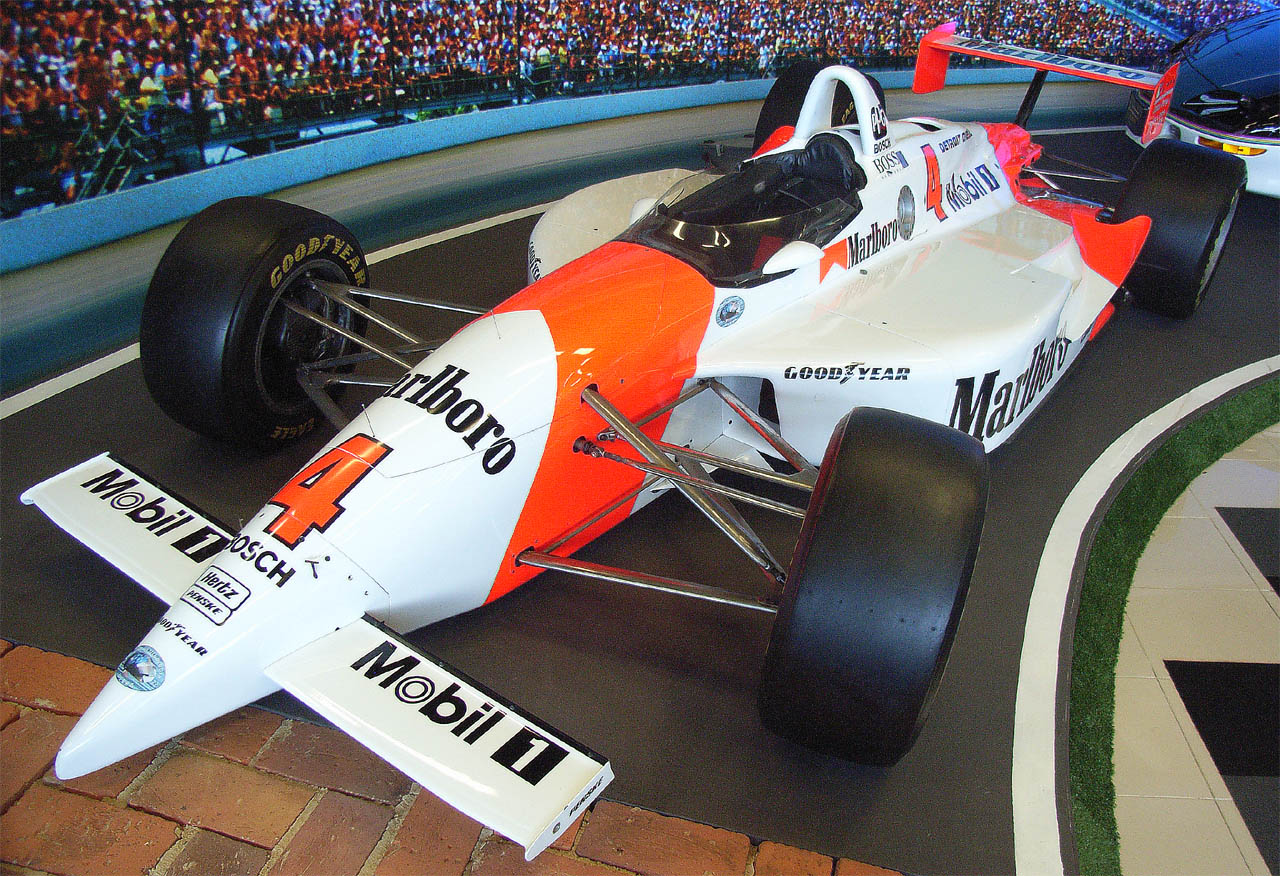
Penske PC-22 1993 de Emerson Fittipaldi.
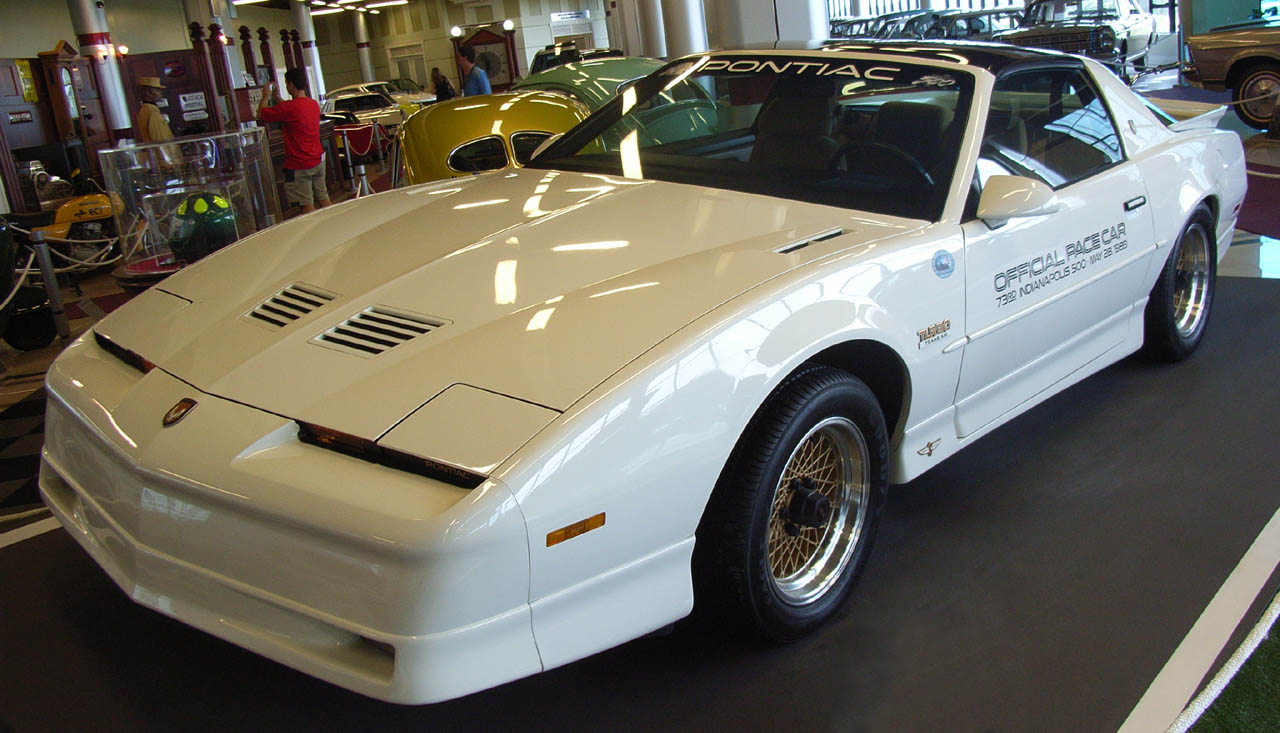
Pontiac Trans Am 1989 - Indianapolis 500 Pace Car.
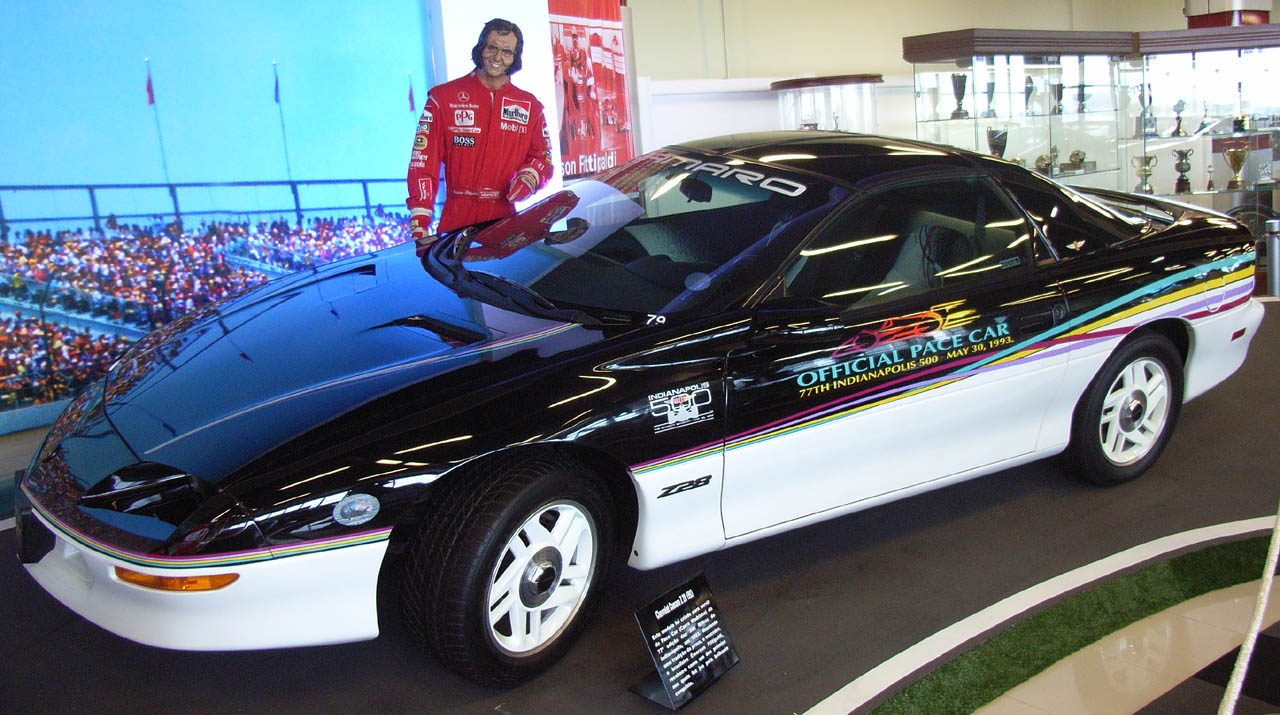
Chevrolet Camaro Z28 1993 - Indianapolis 500 Pace Car.
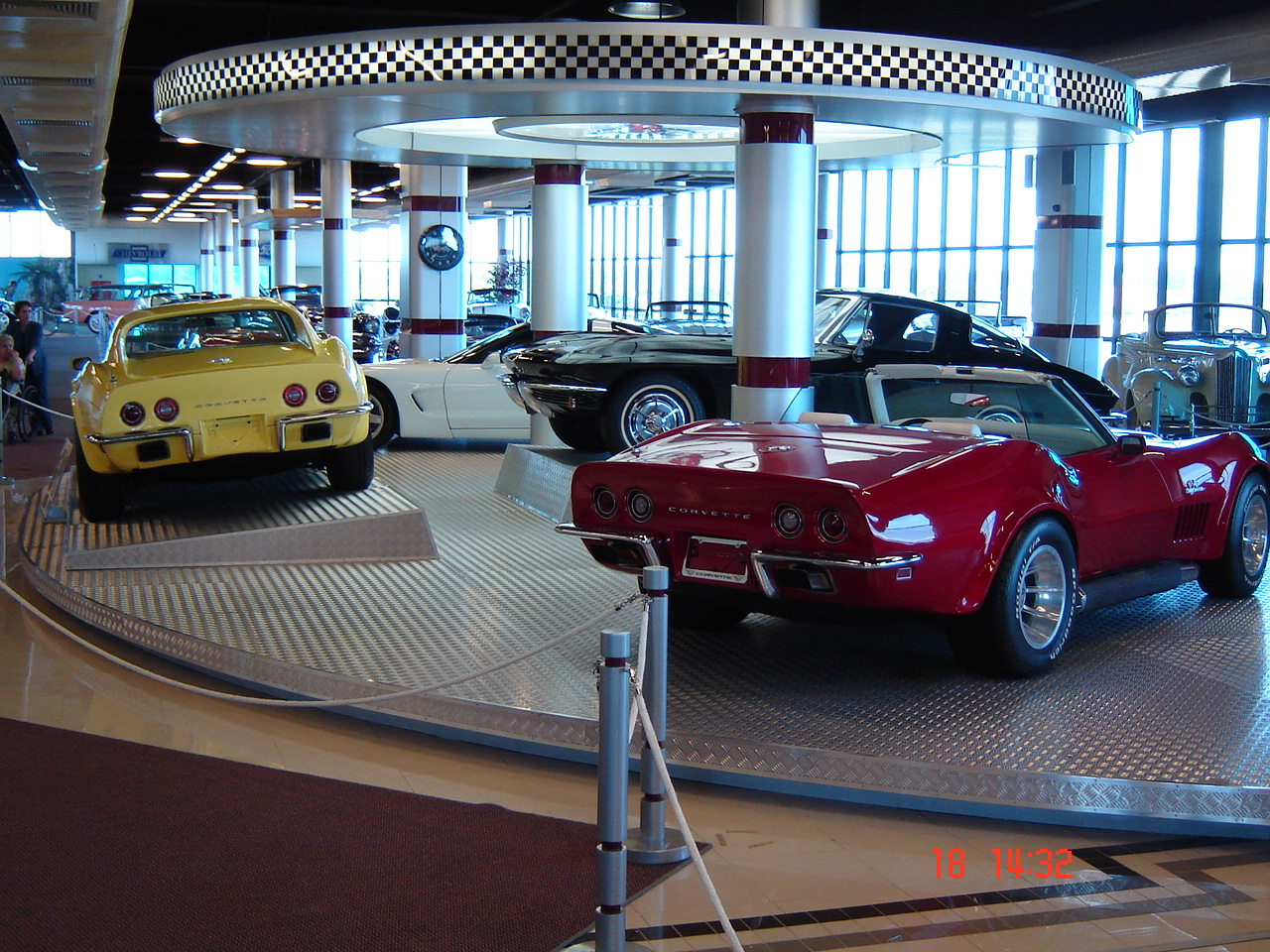
Quatro modelos do Chevrolet Corvette: Corvette Sting Ray 1963 (preto), Corvette 1969 conversível (vermelho), Corvette C3 1972 (amarelo) e Corvette C5 1997 (branco, ao fundo).